# Hyposmocoma papahanau
Hyposmocoma papahanau — вид моли эндемичного гавайского рода Hyposmocoma. 

## Распространение
Обитает на острове Нихоа в каньоне Миллера.

## Описание
Взрослые моли имеют размах крыльев 8,8 мм.

### Личиночная стадия
Личинки плетут кокон. Кокон гусеницы — цилиндрической формы, длиной 4,5—8,7 мм, похож на кокон гусеницы Hyposmocoma nihoa.